# Przeciszewo
Przeciszewo – wieś sołecka w Polsce położona w województwie mazowieckim, w powiecie płockim, w gminie Staroźreby.
W latach 1975–1998 miejscowość administracyjnie należała do województwa płockiego.
W 1888 w Przeciszewie urodził się Tadeusz Mieczyński (zm. 1947) – polski chemik-gleboznawca.